# 蔡輔
蔡輔（1447年—？），字咨政，江西饒州府安仁縣人，民籍，明朝政治人物。

## 生平
江西鄉試第四十六名舉人。成化二十三年（1487年）中式丁未科會試第九十八名，三甲第二百三十三名進士。

## 家族
曾祖蔡伯榮；祖父蔡循，知縣；父蔡獻，母周氏。具庆下。